# Eisleben
Ne doit pas être confondu avec Esleben.
Eisleben (officiellement Lutherstadt Eisleben) est une ville d'Allemagne, dans le land de Saxe-Anhalt, à environ 33 km à l'ouest de Halle.
Cette ville, qui pendant des siècles a tiré sa prospérité de ses mines de cuivre, est surtout connue comme lieu de naissance et de décès de Martin Luther. La mémoire du Réformateur est évoquée non seulement dans sa maison natale et dans la maison qui le vit s'éteindre, mais aussi par l'église Saint-Pierre-et-Saint-Paul où il fut baptisé en 1483, l'église Saint-André, qui abrite la chaire où il prêcha pour la dernière fois, et la Marktplatz, où sa statue fut érigée en 1883.

## Géographie
Le centre-ville se trouve 30 km à l'ouest de Halle (Saale) au milieu d'un bassin oblong, dit « dépression d'Eisleben » qui occupe le sud-est de l’arrondissement. Le site urbain est dominé par les installations industrielles alentour, et la ville est traversée par des ruisseaux, les Böse Sieben. Les quartiers d'Unterrißdorf et d'Oberrißdorf sont séparés par un plateau, la terrasse Mansfeld (Mansfelder Platte), occupé pour l'essentiel par la ville. La moitié sud d'Eisleben est dominée par le promontoire boisé de Hornburger Sattel, et le faubourg sud d'Osterhausen se trouve pratiquement dans la vallée de l'Helme.

### Communes voisines
Les communes voisines sont Gerbstedt au Nord, Seegebiet Mansfelder Land à l'est, Farnstädt et Querfurt (tous deux dans l'arrondissement de Saale) au sud, et Allstedt, Bornstedt, Wimmelburg, Hergisdorf, Helbra et Klostermansfeld à l'ouest.

### Climat

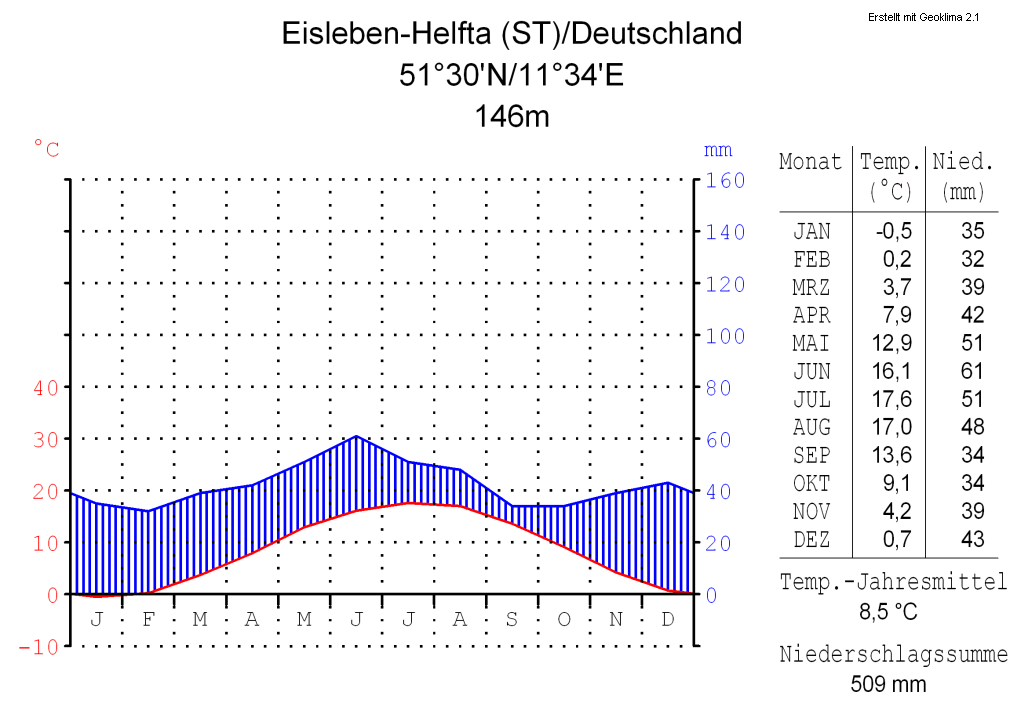
Diagramme climatique d'Eisleben-Helfta

La température moyenne à Eisleben-Helfta est de 8,5 °C, et le volume des précipitations annuelles de 509 mm : un nombre si bas qu'il classe la ville dans le dernier vingtième de pluviométrie pour l'Allemagne, et même moins de 2 % des stations du Service météorologique allemand enregistrent une pluviométrie inférieure. Le mois le plus sec est février, l'essentiel des pluies survient au mois de juin, avec près de deux fois plus d'eau qu'en février. Les précipitations varient peu et sont à peu près également réparties sur l'année ; seules 7 % des stations météorologiques allemandes présentent des variations plus faibles.

## Histoire
| Appartenances historiques Comté de Mansfeld 1069-1780 Électorat de Saxe 1780-1806 Royaume de Saxe 1806–1815 Royaume de Prusse (Province de Saxe) 1815–1871 Empire allemand 1871–1918 République de Weimar 1918–1933 Reich allemand 1933–1945 Allemagne occupée 1945–1949 République démocratique allemande 1949–1990 Allemagne 1990–présent |

### Colonisation
Entre le IIIe et le Ve siècle, à l'époque des Grandes invasions, des tribus Suèves, Angles et Warnes émigrèrent du Holstein, du Schleswig et du Mecklembourg vers le sud. On retrouve un témoignage de cette migration dans les toponymes à finale en -leben, de l'ouest de l'Elbe et de la Saale à la Thuringe : plus de 100 villes et villages entre Haldensleben et Erfurt. Selon Hermann Größler, ce suffixe signifiait « lopin » ou « héritage. » , et les noms préfixés seraient ceux du clan ayant fondé la colonie.
Au Ve siècle, ces peuplades s'étaient agrégées aux Hermundures autochtones et formèrent la ligue des Thuringes, soumise en 531 par les conquérants Francs. Avec l'évangélisation, le Nord de la Thuringe a été colonisé par les Saxons, puis les rois francs y établirent des paysans de Souabe, de Hesse et de Frise, d'où les toponymes de Schwabengau, Hassegau et de Friesenfeld.

### Moyen âge
Les premières traces écrites évoquant le site de Helfta, situé aux portes de la ville, remontent à l'époque carolingienne. L'histoire locale mentionne un bourg du nom de Helpide ou Helphidesburg à la fin du IXe siècle. Au Xe siècle, Otton le Grand (912-973), roi des Francs orientaux et empereur romain à partir de 962, et son fils Otton II (955-983) y auraient séjourné au moins deux fois. Le palais de Helfta est mentionné dans la chronique écrite entre 1012 et 1018 par l'historien Dithmar de Mersebourg. en tant que palais royal de la dynastie saxonne des Ottoniens. Otton le Grand y est présent dans les années 960. Il fait consacrer par l'évêque Bernhard de Halberstadt l'église de Helfta à Radegonde, princesse de Thuringe, vénérée comme sainte,. 

#### Château fort du lac Faulen
Aux IXe et Xe siècles, il y eut une motte castrale sur la rive ouest du lac Faulen. On trouve la première mention d'Eisleben (avec six autres villages) dans un décret du futur empereur Othon III, daté du 23 novembre 994, qui lui confirme les droits de foire, de monnaie et d'octroi. Ce marché, situé au carrefour de deux routes commerciales et mis sous la protection du fort du lac Faulen, était propriété du roi, et collectait les impôts des villages avoisinants.

#### «Roi des aulx»

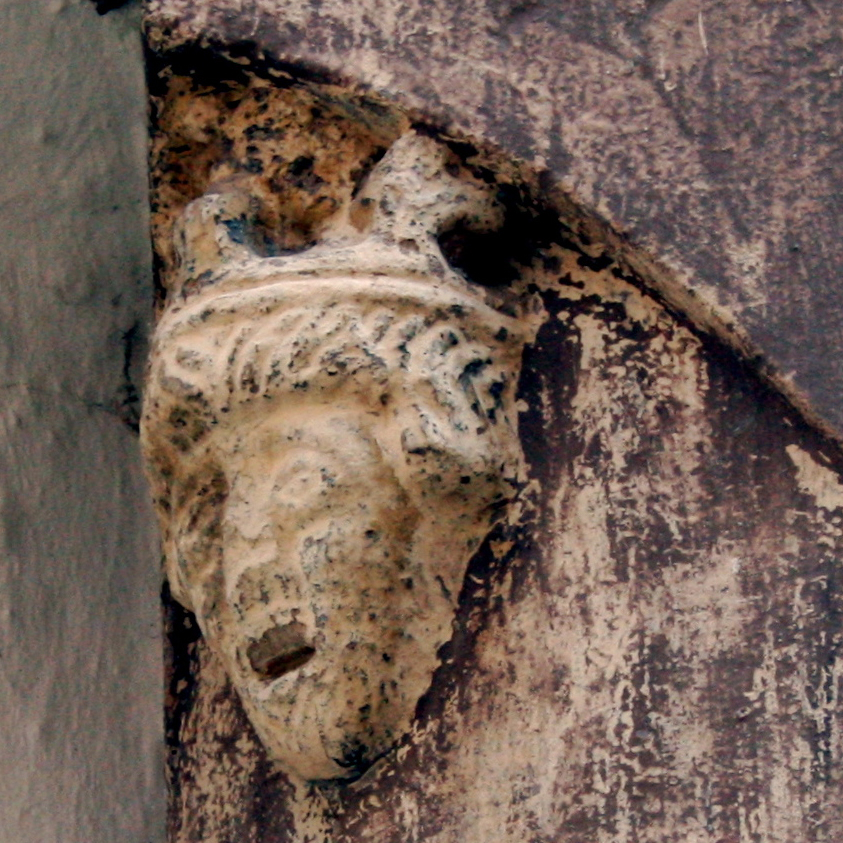
Le « roi des aulx » (Knoblauchkönig).

En 1081, les princes saxons élurent le comte Hermann de Luxembourg (1053–1088) roi de Germanie, pour contester l'autorité de Henri IV, dont l'armée était bloquée en Italie. Hermann, qui s'était retranché dans le château d'Eisleben, se trouva encerclé par les troupes frisonnes de Henri. Le comte Ernst von Mansfeld vint à son secours et chassa les Frisons. Longtemps, on appela le champ de bataille Friesenstrasse (auj. Freistrasse). Hermann, n'ayant pu réunir suffisamment d'adhérents à ses prétentions au trône, perdit finalement la ville en 1084. Comme un champ d'ail avait poussé sous les remparts du château, Hermann fut surnommé désormais le roi des aulx (Knoblauchkönig, ou Knoblauchskönig,). On peut encore voir sur la façade nord de l'hôtel de ville une console en grès à l’effigie de l'antiroi Hermann, devenue un symbole touristique de la ville.

#### Première charte
En 1069 l'empereur Henri IV octroie aux seigneurs du château de Mansfeld le titre de comtes et leur accorde entre autres fiefs la terre d'Eisleben. Eisleben devient alors la capitale du comté.
En 1121, les comtes de Mansfeld établissent un bailliage pour gouverner la ville, qui n'aura de bourgmestres indépendants qu'à partir de 1809. L'assèchement du lac Faulen, sur les franges orientales de la ville, n'est entrepris qu'à partir de 1150. L'évêque Wichmann de Magdebourg fit venir pour cela des Frisons et des Flamands pour le creusement des fossés et la construction des digues : ces nouveaux-venus peuplèrent le faubourg Saint-Nicolas.
La construction des premiers remparts, au-delà des rues entourant la place du marché, remonte au XIIe siècle. Ces remparts furent érigés par les citadins aux-mêmes et chaque confrérie de métier avait la charge de la construction et de l'entretien d'un pan de la muraille. La garde des portes de ville était confiée à une milice stipendiée.
En 1180, Eisleben reçoit le statut de ville (civitas) avec douze conseillers (Consules) dirigés par le bailli du comte de Mansfeld. Les bourgeois payaient tribut aux comtes de Mansfeld, en contrepartie de l'exercice du droit de basse-justice. Les plus anciennes monnaies frappées à Eisleben remontent à l'année 1183. La ville comptait alors les deux paroisses de Saint-André et de Saint-Gotthard.

#### Première exploitation des schistes cuivreux
On découvrit vers 1200 un premier filon de cuivre sur la colline du Kupferberg, à Hettstedt : une légende attribue cette découverte à deux amis, Nappian et Neucke, qui sont depuis des symboles des mines de Mansfeld. Au début les paysans ramassaient le minerai sur leurs propres terres, mais au fil des années la concurrence se fit plus âpre, et l'empereur Frédéric II y mit un terme en accordant en 1215 aux comtes de Mansfeld un privilège d'exploitation (Bergregal) ; en 1364, ce privilège fut renouvelé par l'empereur Charles IV. Les mines bouleversèrent l’économie de la région et firent non seulement la fortune des princes mais aussi la prospérité de la ville,.

#### Abbaye de Helfta
Le cloître cistercien Sainte-Marie a été fondé par le comte Burchard Ier de Mansfeld en 1229 et édifié à côté du château de Mansfeld. Il comprenait l’hospice sainte-Catherine d'Eisleben. En 1234, il fut déplacé près du village de Rossdorf (au nord-ouest d'Eisleben près du bosquet Sainte-Catharine) par la veuve de Burchard, jugeant qu'il n'était pas judicieux de placer cet édifice à côté du château ; toutefois, Rossdorf, manquant d'eau, ne s'avéra guère plus convenable.
En 1258, le couvent fut de nouveau transféré à la demande de l'abbesse Gertrude de Hackeborn à Helfta, qui est aujourd'hui un quartier d'Eisleben. L'abbesse venait d'en racheter les terrains à ses frères Albrecht et Ludwig, seigneurs de Helfta. Mais dès 1284, le couvent était pillé par Gebhard von Querfurt.

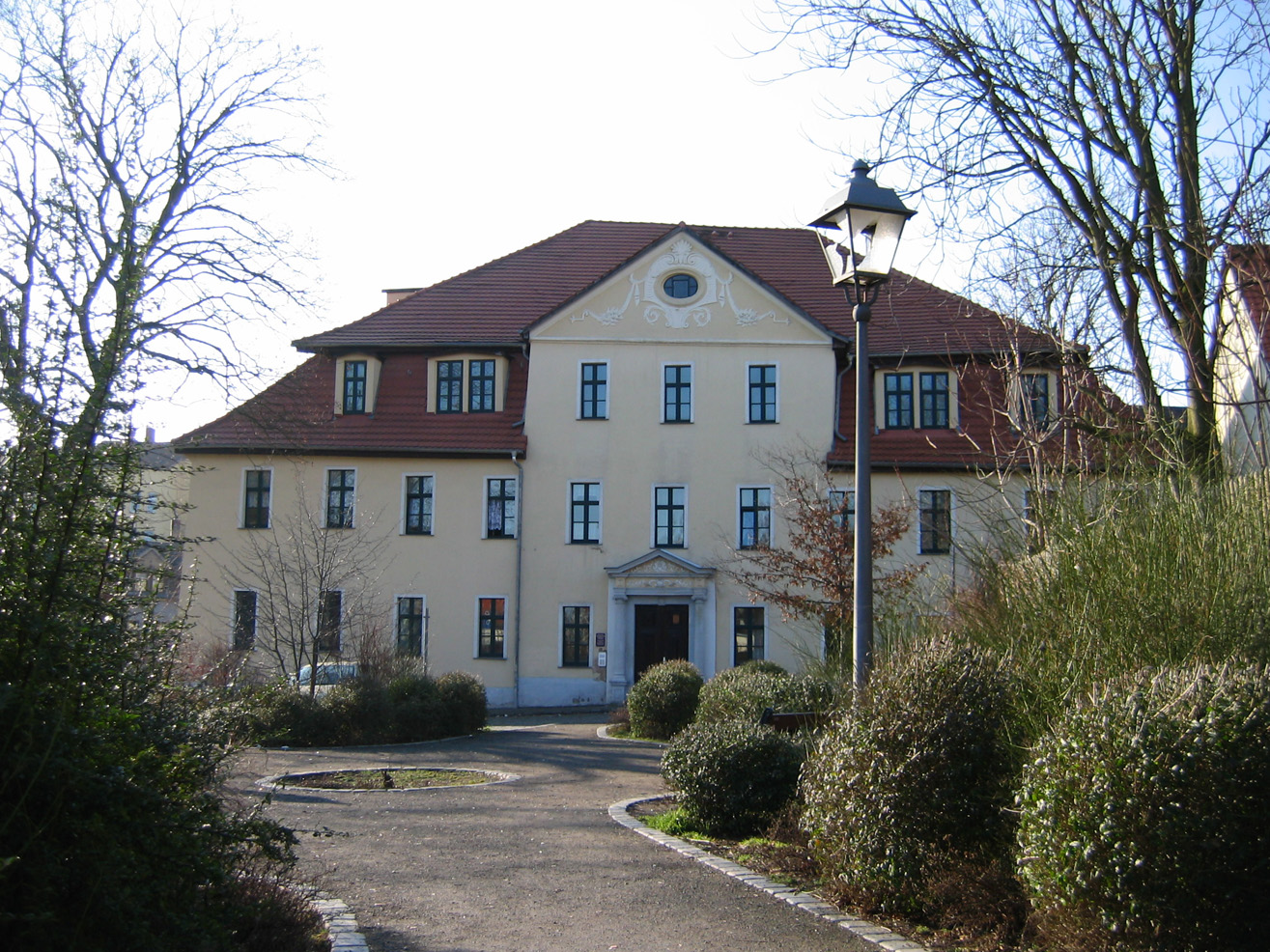
Maison de l'administrateur de la fondation sainte-Catherine.

Au cours du siège de la ville par le duc de Brunswick (1342), qui fut un échec, le couvent et les villages alentour furent pillés. Cette attaque incita à repousser l'enceinte pour la cinquième fois. On déplaça le couvent contre les remparts, à l’emplacement de l'actuelle Klosterplatz. Ce n'était toutefois pas sa destination ultime, car en 1525 il fut de nouveau détruit au cours de la Guerre des paysans, chassant l'abbesse Catherine de Watzdorf et les nonnes à Halle, alors que Charles Quint voulait les envoyer en Moravie, afin qu'elles redonnent vie à un couvent abandonné ; mais dans l'année elles revenaient à Eisleben à la demande du comte Hoyer VI von Mansfeld (de), qui avait fait réparer les communs, à Alt-Helfta. Ce ne fut toutefois qu'un séjour éphémère.
En 1542, la Réforme imposait l'office protestant dans les églises. Toutes les voies ayant été épuisées pour amener la dernière abbesse, Walburga Reuber, et ses moniales à embrasser le Protestantisme, le comte Georg von Mansfeld-Eisleben, qui s'était converti à la foi nouvelle, dispersa la congrégation en 1546. La dernière mention du couvent date du 19 juin 1542. Avec l'autorisation du comte, plusieurs paysans des villages détruits alentour s'établirent au pied des remparts, au-delà du ruisseau des Böse Sieben (qui s'appelait encore le Willerbach). On peut encore voir ces maisons campagnardes typiques dans la Rammtorstraße.
Le couvent, laissé à l'abandon, fut converti en entrepôt à l'époque de la RDA. Sa reconstruction a été entreprise en 1998, à l’initiative d'un professeur d'histoire de l'art. Les cisterciennes y tiennent une maison d'hôtes et un centre de formation.

#### Essor urbain jusqu'à l'incendie de 1498
Il s'ensuivit un siècle d'essor continu. Au cours de la faide de Halberstadt, la ville soutint un siège en 1362. La Fondation du Saint-Esprit est mentionnée pour la première fois en 1371 et en 1408 il est question d'un premier hôtel de ville en pierre. Le chœur de l'église Saint-Nicolas, reconstruit à l’emplacement des fondations de l'église Saint-Gothard, est consacré en 1462.  En 1433, il y a sur la place du marché un entrepôt équipé d'une bascule. En 1440, la ville compte 530 propriétaires et 4 000 habitants. L'édification des tours de la cathédrale Saint-Pierre-et-Paul commence en 1447, les clochers des églises Saint-Nicolas et Saint-André datent de 1462.
En 1454 le conseil municipal obtient des comtes de Mansfeld le droit d'exercer la basse-justice dans l'enceinte moyennant une accise de 900 florins rhénans.

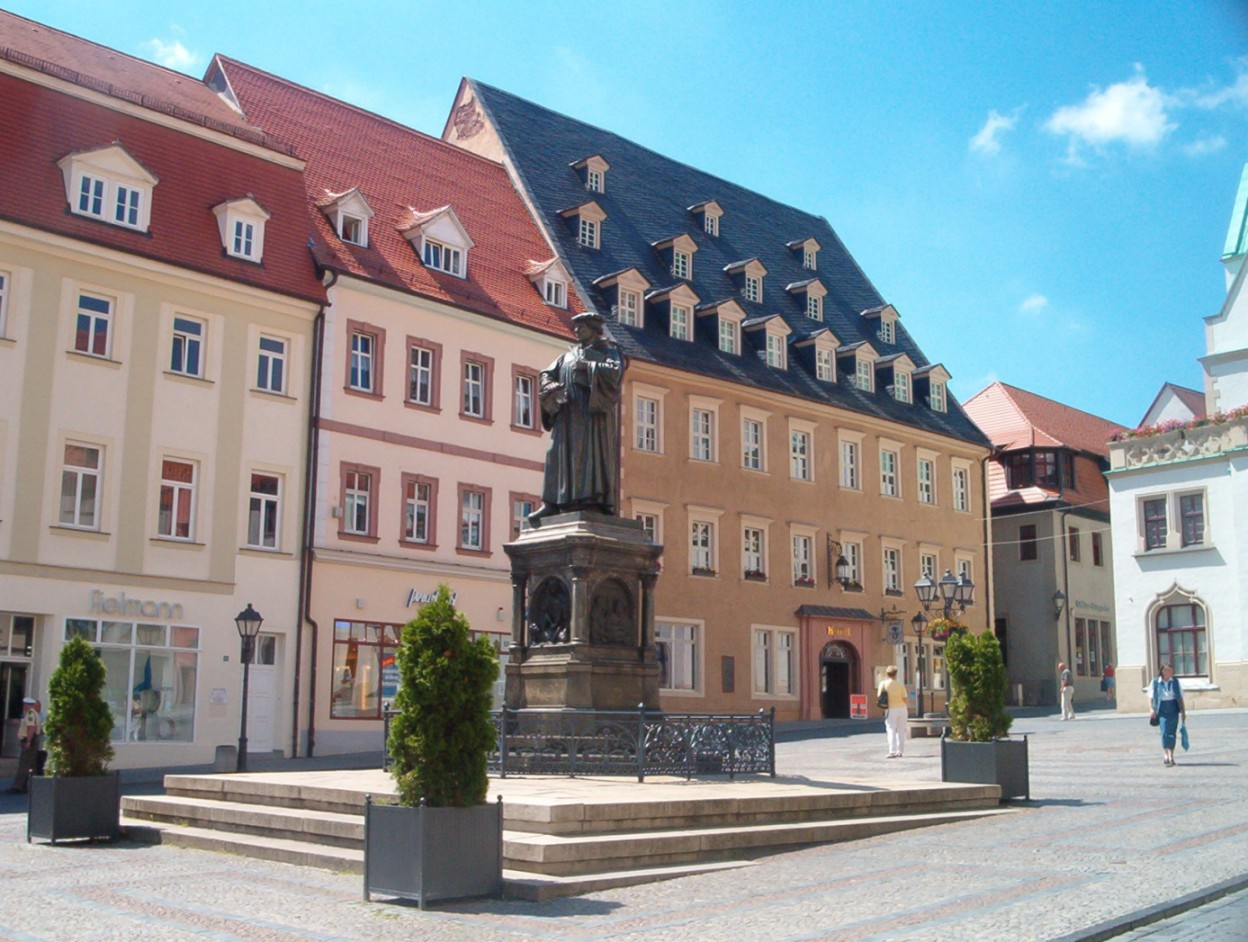
Statue de Luther.

C’est dans la grand-rue (Lange Gasse) du faubourg de Brückenviertel (trans aquam) qu'est né Martin Luther le 10 novembre 1483. Il a été baptisé le lendemain dans l'église Saint-Pierre-et-Paul. Sa famille n'est restée à Eisleben que jusqu'au printemps 1484 ; mais par son lieu de baptême, Luther resta toute sa vie attaché à la ville. Depuis la chute du mur de Berlin, les autorités municipales s'efforcent de valoriser ce passé, notamment en 2017, pour le jubilé de la Réforme.
On construisit une deuxième enceinte entre 1480 et 1520, qui absorbait cette fois les faubourg de Petriviertel (peuplée de paysans), de Nicolaiviertel (descendants des colons frisons) et de Nußbreite (quartier des mineurs). En 1498, un grand incendie ravagea l'intérieur de la première enceinte, dont l'hôtel de ville, et laissa l'église Saint-André délabrée. Il fallut aux comtes de Mansfeld exempter la population d'impôts pendant cinq années pour éviter un exode massif.

### Troubles religieux

#### Réforme

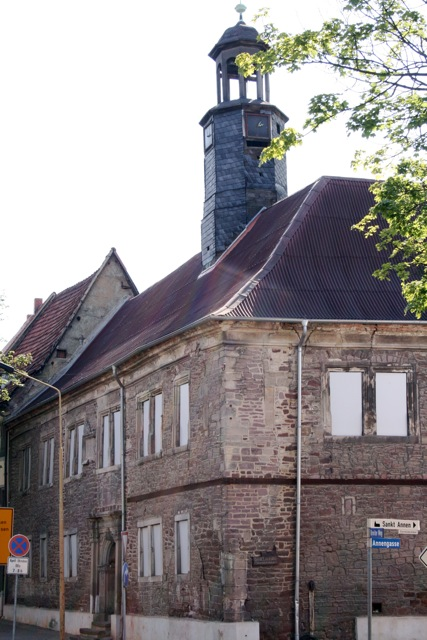
L'hôtel de ville de Neustadt

En 1501 les comtes de Mansfeld se divisèrent pour des raisons successorales en trois branches : les Mansfeld-Vorderort, les Mansfeld-Mittelort et les Mansfeld-Hinterort. Ces attributs (Vorderort, etc.) qui renvoient à un emplacement par rapport à la ville d'Eisleben, viennent de ce que chacune de ces familles établit sa résidence dans un château différent : ainsi le comte Albert IV (1480–1560), issu de la lignée des Hinterort, établit son château à l'ouest de l'Altstadt ; pour peupler ce faubourg, il fit venir de tout le Saint Empire des forgerons et des mineurs et leur accorda une charte : ce faubourg devint la Neue Stadt bei Eisleben, aujourd'hui Neustadt ou faubourg Sainte-Anne (Annenviertel).
En 1514, l’empereur Maximilien Ier exigea d'Albert l’annulation de cette charte, mais ce dernier refusa et même il fonda le couvent Sainte-Anne des Augustines, où il fit la connaissance de Luther en 1518. En 1520 il y convoqua un synode général des Augustiniens pour que Luther fasse connaître sa doctrine ; puis en 1523 le couvent décida de lui-même sa dissolution.
Tandis que les comtes de Mansfeld-Vorderort restaient fidèles à la foi catholique, ceux de la lignée de Mansfeld-Hinterort embrassaient la foi protestante à l'instigation de Gebhard VII et surtout d'Albert VII, proche de Luther. En 1525, ils introduisirent le nouveau culte sur leurs terres et décidèrent de créer une école à côté de l'église Saint-André ; ils continuaient toutefois de traiter tous leurs sujets sur un pied d'égalité, quelle que soit leur croyance religieuse. Mais lorsqu'au cours de la Guerre des paysans, à laquelle s'étaient joints de nombreux mineurs d'Eisleben, les révoltés se mirent à dévaster les terres des Mansfeld, Albert VII engagea une répression brutale et féroce. Malgré cela, les guerres confessionnelles qui suivirent finirent par opposer les unes aux autres les différents princes de Mansfeld. Les paysans avaient détruit l’abbaye bénédictine de Holzzelle et le couvent de Helfta, que les nonnes avaient dû fuir. En 1529, une épidémie de peste fit périr des centaines d'habitants d’Eisleben. La mort du comte Hoyer IV de Mansfeld-Vorderort, en 1540 (son épitaphe est visible dans l'église Saint-André), fit disparaître l'un des adversaires les plus acharnés de la Réforme dans la région. Luther tenta personnellement à plusieurs reprises d'apaiser les différends entre les princes, surtout à propos de Neustadt. Il s'y rendit une dernière fois en 1546. Le 16 février il promulgua avec Justus Jonas les statuts de la nouvelle école de latin, qui est l'ancêtre de l'actuel lycée Martin-Luther. Le 18 février 1546, Martin Luther mourait à Eisleben. L'empereur Charles Quint décréta en  1547 la mise au ban du comte Albert VII comme partisan déclaré de la Réforme ; cette peine fut toutefois levée en 1552.
En 1550, une nouvelle épidémie de peste fit 1 500 morts. Plusieurs mineurs quittèrent la ville, de sorte qu'en 1554, il fallut fermer une partie des carrières. Il s'ensuivit un ralentissement économique et un recrudescence des troubles. En 1562, l’église Sainte-Catherine prit feu, et ne fut jamais reconstruite. L’électeur saxon Auguste fit fermer en 1567 une imprimerie qui diffusait des pamphlets contre les pasteurs, et ordonna l'arrestation du maître-imprimeur. Les multiples partages successoraux, conjugués à une gestion peu énergique et une situation économique chancelante menèrent en 1570 à la banqueroute des comtes de Mansfeld : ils durent vendre leurs droits de haute-justice en Saxe, et dissoudre la charge de bailli d'Eisleben. Pour mettre un terme à l'hémorragie de main d’œuvre dans leurs mines, l'émigration hors du comté était désormais passible d'une peine de prison.

#### Dégâts de la guerre de Trente Ans

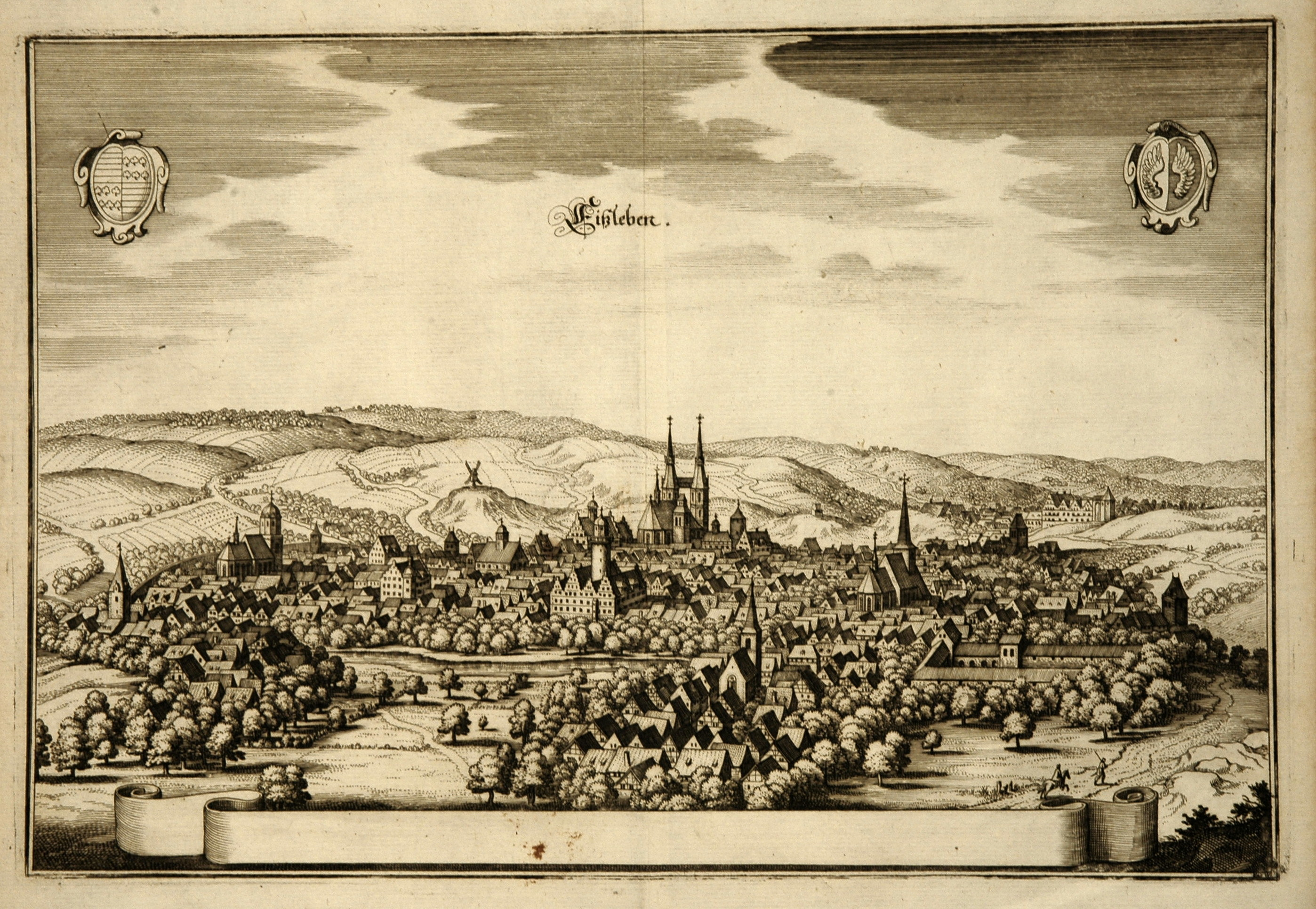
Eisleben avant l'incendie de 1689, par Matthäus Merian 1647

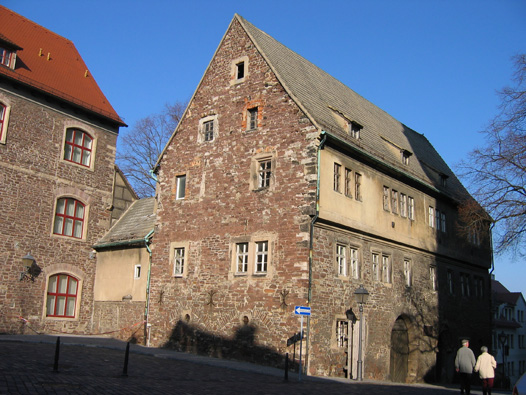
L'ancienne surintendance.

La ville connut le plus grand incendie de son histoire en 1601 : la densité des maisons à colombages favorisa la propagation du sinistre dans l'enceinte intérieure d'Eisleben, qui détruisit 253 maisons, la Surintendance, l'entrepôt du marché, les clochers de l'église Saint-André et le château comtal. Leur condition sociale misérable poussa les mineurs, le 8 février 1621, à encercler la maison du Maître de la Monnaie, dans la rue de Breiten Weg. Ils étaient un millier à exiger qu'il soit mis un terme à l’émission de « fausse monnaie. » En 1626, une nouvelle épidémie de peste fit des centaines de morts ; puis en 1628 l'armée de mercenaires de Wallenstein, le général de la Ligue catholique, pilla Eisleben ; dans la suite de la guerre de Trente Ans, les mines furent à leur tour dévastées. En 1631, les armées des deux camps investirent tour à tour la ville, exigeant le logement et le ravitaillement de la troupe. La trêve conclue en 1635 entre l'électeur Jean-Georges et l’empereur Ferdinand II donna lieu à des cérémonies d'action de grâce ; mais dès 1636 la ville était de nouveau pillée par les Suédois et la situation ne devait pas s'améliorer avant 1644. En 1653 un nouvel incendie détruisit 166 maisons, et l'épidémie de peste de 1681 fit 900 victimes. La maison natale de Luther disparu dans l'incendie de 1689.

#### Reconstruction
Le prince-électeur de Saxe libéralisa les mines en 1671, ouvrant la voie aux investissements et à l'industrialisation du bassin minier. La bascule de la place du marché a été reconstruite en 1691, et la maison natale de Luther en 1693.
L'hôtel particulier de la famille Rinck, détruit dans l'incendie de 1498, qui avait été reconstruit au début du XVIe siècle par les Mansfeld-Vorderort, abrita à partir de 1563 la chancellerie comtale ; détruit à nouveau dans l'incendie de 1689, il fut entièrement reconstruit en 1707 : en 1789, il sera le siège des services administratifs de l'Electorat de Prusse.

### XIXesiècle

#### Guerres napoléoniennes

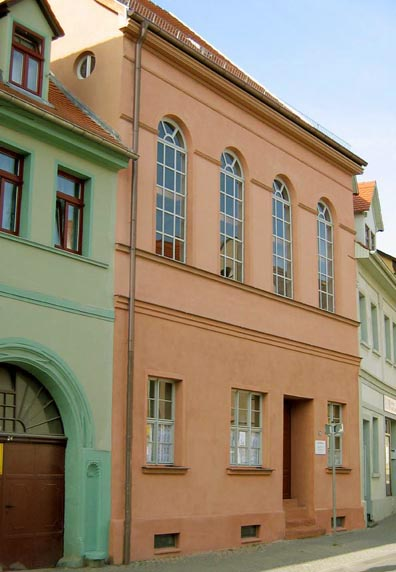
La synagogue d’Eisleben

L'armée française, après avoir vaincu la Prusse à Iéna et Auerstædt, occupa en 1806 la ville, bien qu'Eisleben ne fût pas alors une ville prussienne, mais saxonne. Les Français annexèrent le comté de Mansfeld au nouveau Royaume de Westphalie, gouverné par Jérôme Bonaparte .
Cette période d'occupation s'accompagna d'un bouleversement socio-économique : abolition du servage, garantie de la liberté économique, séparation des pouvoirs, émancipation des Juifs, entrée en vigueur du Code civil et enregistrement de duplicata des registres paroissiaux. Le faubourg de Neustadt fusionna avec Eisleben. L'abolition des anciens interdits permit aux commerçants juifs de s'établir en ville ; en 1814, ils consacraient leur première synagogue dans la Lange Gasse de l'actuelle Lutherstrasse.
Un contingent de jeunes d'Eisleben vint grossir les rangs des francs-tireurs du capitaine de chasseurs von Veltheim (1785–1839),. La défaite de Napoléon à la bataille de Leipzig (1813) sonna le glas du Royaume de Westphalie dans le pays de Mansfeld, et l'aigle prussienne remplaça l'étendard westphalien.

#### Restauration
En application du Congrès de Vienne le comté de Mansfeld fut attribué au Royaume de Prusse. Les autorités prussiennes firent la ville d'abord d'Eisleben le chef-lieu de l’arrondissement des lacs de Mansfeld (Mansfelder Seekreis, 1816). En 1817, elles firent construire un lycée Luther à l’emplacement de la maison natale de Martin Luther, dotèrent la ville d'une première poste (Land-Fußbothen-Post, 1825) sur le parvis de l'église Saint-Pierre. L'école d'instituteurs d'Eisleben, derrière cette même église, date de 1826 : elle sera déplacée en 1910 à une extrémité du jardin public, à l’emplacement de l'actuel lycée Martin-Luther (cette école a fonctionné jusqu'en 1926). La chaussée de Halle, reliant la porte du Saint-Esprit à la caserne de la Landwehr, premier grand boulevard, a été tracée en 1827. Le nouvel hôpital date de 1835. En 1847, la disette provoque de graves troubles qui ne seront réprimés qu'avec l'appui de l'armée prussienne. La forte croissance de la population juive rendit nécessait la construction d'une synagogue, consacrée en 1850,.

#### Révolution industrielle

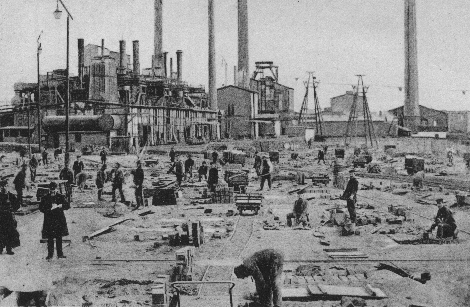
Les usines métallurgiques d'Eisleben et leurs quatre fourneaux, Schlackeplatz (vers 1895).

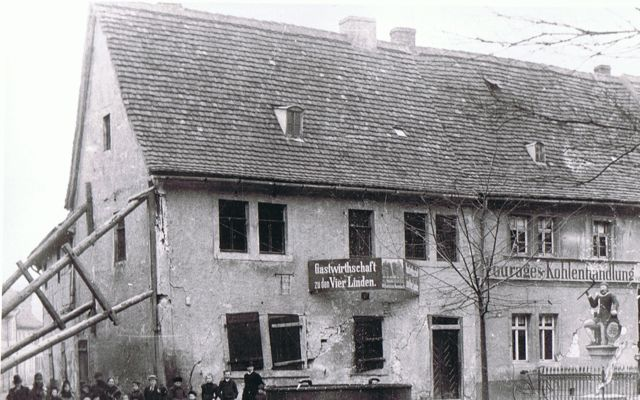
Effondrements miniers à Eisleben : sur Breiten Weg, vers 1895.

En 1852, les cinq exploitations minières des Mansfeld fusionnèrent pour former les Chaudronneries Mansfeld (Mansfeldischen kupferschieferbauenden Gewerkschaft). En 1858, on rasa les derniers vestiges des remparts, et l'aménagement de la ligne ferroviaire Halle–Hannoversch Münden commence en 1863 ; le premier tronçon, vers Halle, entre en service en 1865. L'épuisement des mines de Ober- et Mittelhütte s'accompagna de l'ouverture dans l'ouest d'Eisleben, à partir de 1870, des exploitations de Krughütte et de Kupferrohhütte. Le funiculaire reliant le puits Martin et les forges de Krughütte (1871) est le plus ancien d'Europe. 
En 1892 , les eaux du Salziger See commencèrent à noyer les galeries de mines, dont certains boyaux s'étendaient jusque sous le centre-ville. Pour y mettre un terme, le lac fut asséché par pompage dès l'année suivante, et c'est ainsi qu'il a été rayé de la carte. Il s'ensuivit quelques années plus tard des effondrements à travers la ville : jusqu'en 1898, ils touchèrent 440 maisons, dont plusieurs durent être abattues. Les traces sont encore visibles sur les maisons qui ont alors pu être réparées. Le noyage des mines entraîna un exode massif et des émeutes. En 1896, la compagnie minière, la Mansfeldische kupferschieferbauende Gewerkschaft, dut constituer un fonds d’indemnisation de 500 000 Marks pour les victimes des sinistres,.

### XXesiècle
De 1908 à la réforme administrative entreprise par la RDA en 1950, Eisleben fut une ville-arrondissement.

#### De la Belle-Époque à la Grande guerre
L’année 1900 est marquée par la mise en service de la première ligne ferroviaire électrifiée à Eisleben. Le 12 juin 1900, le 7e centenaire des mines donne lieu à de grandes festivités, honorées de la présence de l’emperer Guillaume II et de son épouse. Grâce à l’exploitation minière, la ville conserve une prospérité jusqu’à la guerre : la population dépasse les 25 000 habitants, Eisleben est reclassée au rang de ville-arrondissement et cesse de dépendre de l’arrondissement des lacs de Mansfeld. L'école des mines bénéficie de nouveaux locaux (1903), l'hôpital ouvre ses portes (1904), la ville se dote d'un réseau d'assainissement, d'un lycée professionnel dans les vieux fossés (actuel lycée professionnel „Geschwister Scholl“), d'une école de jeunes filles dans la Katharinenstrasse et d'un centre de formation des maîtres (1911) et d'un musée d’histoire régionale (1913). En 1909, les mineurs se mettent en grève pour obtenir le droit de former des syndicats,.
La Première Guerre mondiale a fait officiellement 575 victimes parmi les citoyens,.

#### République de Weimar

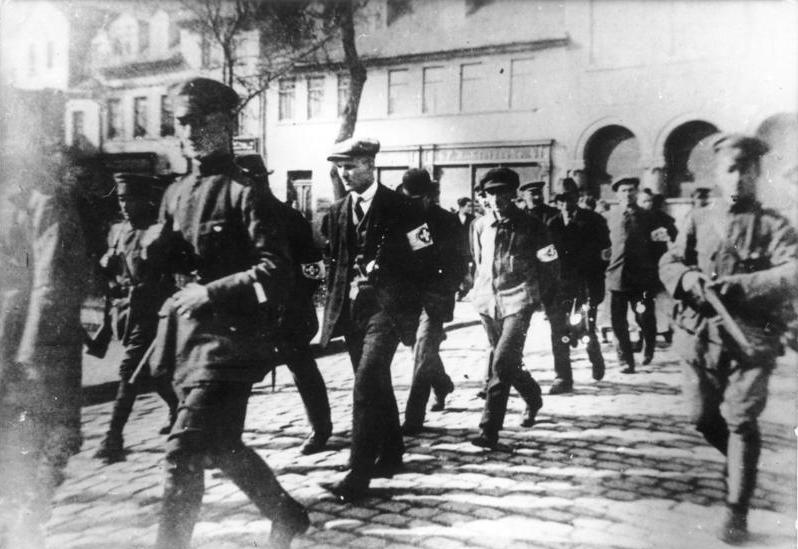
Émeutes de mars 1921: ouvriers communistes arrêtés par la police.

Les élections au Landtag de Prusse du 20 février 1921 donnent la victoire aux partis de gauche dans les bassins industriels de Moyenne-Allemagne. Par peur d'une prise de pouvoir des Communistes, le 19 mars 1921, les autorités dépêchent des contingents de policiers (la police prussienne venait d'être réformée sous l'impulsion de Wilhelm Abegg) à Hettstedt et Eisleben pour reprendre en main les usines. L’Action de mars qui s'ensuivit fit 100 victimes parmi les ouvriers.
À partir de 1931, l’exploitation des mines de cuivre est subventionnée par l’État afin d'empêcher la fermeture des usines métallurgiques de Mansfeld et de mettre un frein au chômage,.

#### Troisième Reich et Seconde Guerre mondiale

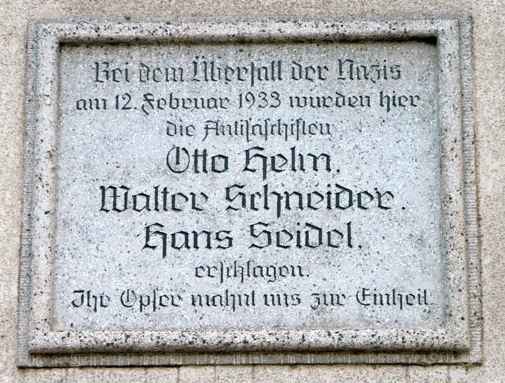
Le « Dimanche sanglant d'Eisleben » : plaque commémorative au no 30 du Breiter Weg, où se trouvait le siège du parti communiste en 1933.

Le 12 février 1933, un escadron de SA fit irruption au siège de la section d'arrondissement du KPD, au no 30 de Breiten Weg (rebaptisée en RDA « Rue des victimes du Fascisme »), tuant trois personnes et en blessant grièvement plusieurs autres. Cet événement est depuis qualifié de « Dimanche sanglant d'Eisleben. »
Puis lors de la Nuit de cristal, le 9 novembre 1938, des miliciens SA et SS en civil firent irruption dans la synagogue et la saccagèrent. Comme dans le reste de l'Allemagne, les juifs, persécutés, quittèrent la région en masse et il ne restait plus en 1938 que 42 d'entre eux, dont la moitié disparut ensuite dans les camps,.
Les nazis les plus connus d'Eisleben étaient le général des Waffen-SS Ludolf von Alvensleben et le commandant du Camp de Majdanek, Hermann Florstedt. Plusieurs pasteurs s'opposèrent au Troisième Reich, comme Johannes Noack de l’Église confessante, interné en correctionnelle pour complot contre l'État, et mort en détention en 1942. La Seconde Guerre mondiale fit 913 victimes parmi les habitants.
La ville fut pratiquement épargnée par les combats jusqu'à la fin de la guerre, malgré ses mines et son industrie. À partir de 1942, toutes les écoles et les hôpitaux faisaient fonction de lazarets, afin d'accueillir les milliers de blessés du Front de l'Est. Les Américains firent leur percée par le saillant sud de la ligne du Hartz et s'emparèrent sans combat d'Eisleben le 13 avril 1945. Des unités de la 1re armée américaine s'attelèrent d'emblée à la construction d'un camp de prisonniers au nord et à l'est du terril du puits Hermann à Helfta. Là, sur une superficie de 80 000 m2, on garda quelque 90 000 détenus (soldats et civils) à ciel ouvert : jusqu'à la fermeture de camp, le 23 mai, 2 000 à 3 000 moururent (leurs corps n'ont toutefois jamais été retrouvés depuis). Le 20 mai 1995, un monument leur a été consacré à Helfta.

#### Après-guerre
Le 2 juillet 1945, l'Armée rouge défilait dans Eisleben : en application de la 1re conférence de Londres sur l’occupation de l'Allemagne (1944) et des accords de la Conférence de Yalta, la ville se trouvait en effet à l'intérieur de la Zone d'occupation soviétique. Dès leur arrivée au pouvoir, les Communistes d'Eisleben firent ériger une statue de Lénine,. Le théâtre d'Eisleben était mis en chantier dès le 1er août 1945 : ce fut le premier théâtre construit après la guerre, sous la direction de Ralph Wiener, pseudonyme de Felix Ecke,.

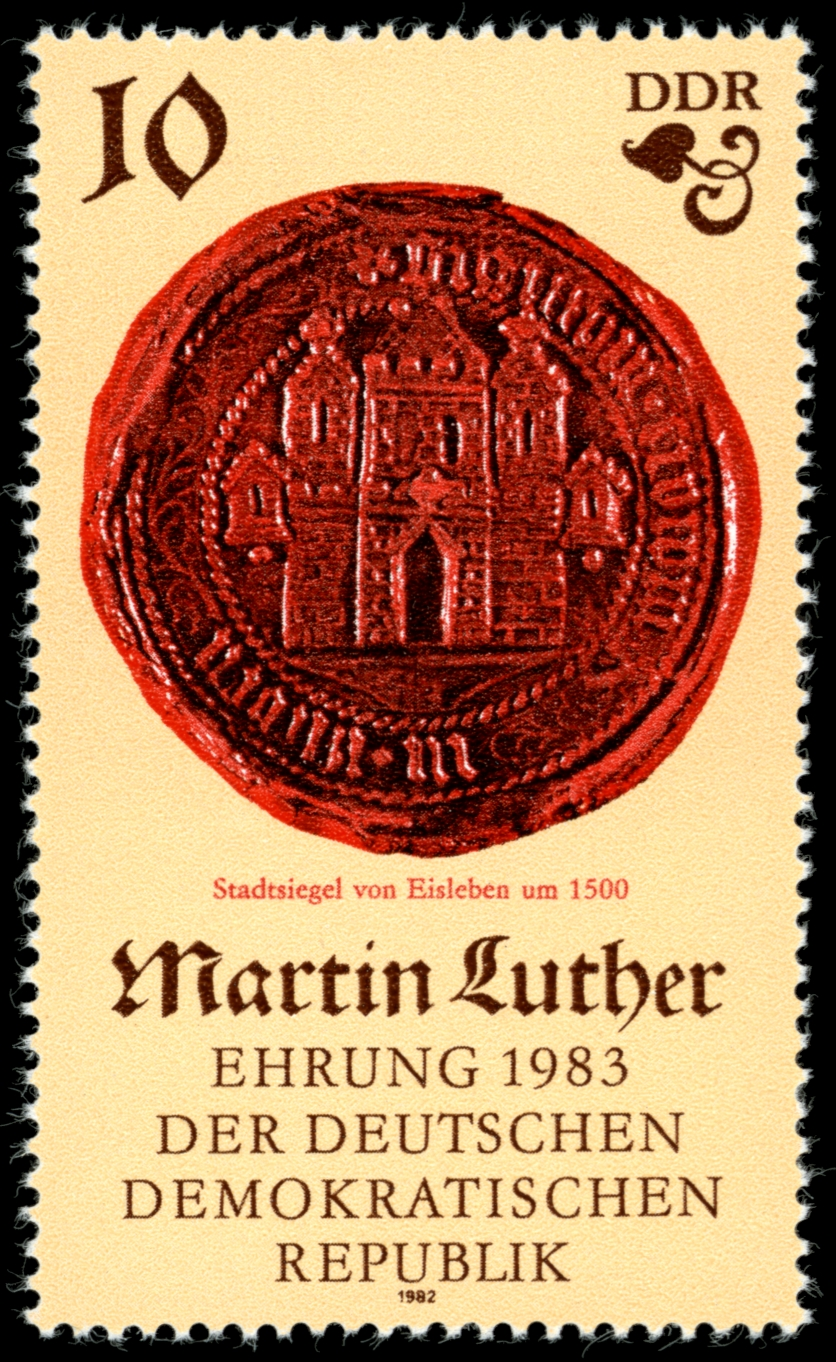
Timbre est-allemand (1970) représentant le sceau d'Eisleben vers 1500.

En 1946 la ville célébra le quatrième centenaire de la mort de Martin Luther et reçut à l'occasion l'épithète de „Lutherstadt“. Le 22 mars 1949, plus de 2 000 citadins manifestaient en vain pour réclamer la réunification de l'Allemagne. La dernière mine de cuivre, le puits Fortschritt (« progrès ») ferme en 1963, le combinat de Mansfeld est converti en usine d'outillage et d'électro-ménager. L'École des Mines devient se tourne vers l'électrotechnique et la mécanique,.
Afin de construire un supermarché, les autorités détruisirent à l'explosif l'ancien château d'eau à l'angle de la Freistraße et de la Schlossplatz. Entre 1973 et 1975, de nouveaux effondrements de fontis affectent le quartier de Siebenhitze. Des barres d'immeubles de 640 logements sont construites le long de Sonnenweg et du vieux cimetière,.
Des représentants de 36 pays assistent au jubilé des 500 ans de la naissance de Luther, en 1983. À cette occasion, les postes de RDA (9 novembre 1982 et 18 octobre 1983) et la Bundespost (13 octobre 1983) émettent des enveloppes premier jour. Les maisons de Luther et les anciennes façades sont rénovées,.
Il y eut aussi des manifestations en faveur de la démocratisation à Eisleben au cours de l'automne 1989. Depuis la Fête de l'Unité allemande (3 octobre 1990), Eisleben est rattachée au Land de Saxe-Anhalt. En 1994, l’arrondissement de Hettstedt et  l’arrondissement d'Eisleben ont fusionné pour former le nouvel arrondissement du Pays-de-Mansfeld, dont Eisleben était le chef-lieu. Depuis 1996, les maisons de Luther sont inscrites au patrimoine mondial de l'UNESCO. Dans le cadre de la réforme administrative de 2007, Eisleben a perdu son statut de ville d'arrondissement au bénéfice de Sangerhausen,.

### Jumelage
- Raismes, Département du Nord, depuis 1962

## Personnalités
- Martin Luther, réformateur
- Carl Bernhard von Trinius, botaniste
- Friedrich August von Quenstedt (1809-1889), paléontologue
- Werner Rataiczyk, peintre
- Thomas Lange (1964-), double champion olympique, quintuple champion du monde d'aviron
- Marie Ahlers (1898-1968), députée au Reichstag et membre éminente du Parti communiste d'Allemagne